# Diego López (football, 2002)
Pour les articles homonymes, voir Diego López.
Diego López, né le 13 mai 2002 à Turón (en) en Espagne, est un footballeur espagnol qui évolue au poste d'attaquant au Valence CF.

## Biographie

### En club
Né à Turón (en) en Espagne, Diego López commence le football au Figaredo et le Xeitosa. Il rejoint ensuite le Sporting de Gijón où il est formé, jusqu'en 2017 où il quitte le club pour le Real Madrid où il joue en équipe de jeunes pendant une saison et d'ensuite de prendre la direction du rival, le FC Barcelone. Après trois en avec La Masía il rejoint en juillet 2021 le Valence CF, où il poursuit sa formation.
Diego López joue son premier match en professionnel lors d'une rencontre de Liga le 29 août 2022, contre l'Atlético Madrid. Il entre en jeu et son équipe s'incline par un but à zéro,. Il inscrit son premier but en professionnel le 21 mai 2023, lors d'une rencontre de championnat face au Real Madrid. Titulaire, il donne la victoire à son équipe en étant l'unique buteur de la partie,.
Le 30 mars 2025, il marque le but vainqueur de son équipe lors d'un match de championnat face au RCD Majorque en étant l'unique buteur de la partie. 

### En sélection
Diego López joue son premier match avec l'équipe d'Espagne espoirs le 8 septembre 2023 contre Malte. Il est titularisé et se fait remarquer en marquant également son premier but, permettant à son équipe l'emporter par six buts à zéro.